# Medium (serie de televisión)
Medium es una serie de televisión estadounidense de la compañía CBS Paramount Network Television para la emisora NBC estrenada en 2005. Desde septiembre de 2009 hasta enero de 2011, en su sexta temporada y séptima temporada, la serie se vio por el canal CBS.
En la temporada 2010-2011 emitió su séptima temporada que, por decisión de la cadena CBS, fue la última —aunque se le dio un final a la serie—, y se vio reducida de 22 a 13 episodios. El 21 de enero de 2011 se emitió el decimotercer y último capítulo de su séptima y última temporada, el cual dio fin a la serie.
Esta ficción de misterio está basada en la vida real de la médium Allison DuBois, interpretada por Patricia Arquette, cuyo don le ha permitido en su corta carrera resolver muchos casos para la justicia.

## Argumento
Allison DuBois, esposa y madre de tres hijas, trabaja como ayudante del fiscal de Phoenix. Desde el primer episodio Allison presenta a los espectadores de la serie sus poderes: hablar con los muertos, predecir el futuro y leer las mentes de los demás. Entonces explica todo esto a su marido Joe, ingeniero aeronáutico, y este cree que es verdad porque sueña con un crimen real. Por tanto Allison acude al fiscal, Manuel Devalos, y en adelante cuenta con ella para casos imposibles de esclarecer por los medios normales.
A menudo sus sueños y visiones son muy simbólicos, y Allison no comprende el auténtico significado hasta más tarde. Sus hijas Ariel, Bridget y Marie también tienen poderes como la madre.
Allison Dubois (Patricia Arquette) no es la típica mujer treintañera, ama de casa y madre de tres niños. Tiene el don de comunicarse con los muertos. Allison también posee una especial intuición sobre las personas, una especie de conexión espiritual, lo cual le ayuda a tratar con gente relacionada con crímenes violentos. Con la determinación de tener una vida normal y una carrera profesional que siempre quiso y nunca pudo completar por ocuparse de sus hijos, Allison ingresa en una escuela de derecho. Mientras trabaja como pasante en la oficina del fiscal de distrito hay ciertos casos que desencadenan sus particulares “visiones” sobre los crímenes. De forma secreta prestará atención a sus presentimientos y después convencerá a su superior, el fiscal Devalos (Miguel Sandoval) de que sus sospechas son correctas.
En un intento por ayudar a Allison a probar la veracidad de sus visiones, su marido, Joe (Jake Weber), envía informes de sus premoniciones a las comisarías de todo el país. Las respuestas que recibe demuestran que Allison posee un don extraordinario. Allison viaja a Texas para probar sus habilidades en un caso de homicidio sin resolver. Es en este momento cuando Allison siente su verdadera vocación, no como abogada, sino como investigadora con métodos poco ortodoxos para la obtención de pruebas que le ayudan a resolver cada caso.

## Episodios

### Primera temporada
| Episodio | Título español                                       | Título inglés                                                  |
| --- | ---------------------------------------------------- | -------------------------------------------------------------- |
| 1 | Piloto                                               | Pilot                                                          |
| Allison Dubois tiene la capacidad de prever y presenciar eventos pasados y actuales en sus sueños y mediar como mensajero entre los vivos y los espíritus de los muertos. Ella es una estudiante de derecho que trabaja como pasante en la oficina del fiscal de distrito Manuel Devalos. Cuando Allison Dubois clasifica las fotos de la escena del crimen de un tiroteo, está convencida de que realmente sabe lo que sucedió. Está convencida de que sus sueños son visiones y ve muertos alrededor de su cama. Su esposo Joe, un ingeniero aeronáutico, sugiere que envíe sus diversas visiones a las agencias de la ley relevantes para ver si sale algo de ellos. Joe confía en que nadie lo hará, hasta que Allison recibe una llamada del capitán Kenneth Push de los Texas Rangers. Push es escéptico, por decir lo menos, pero logra convencerlo identificando la escena de un crimen y su conocimiento de la condición médica de Push. |                                                      |                                                                |
| 2 | Sospechas y certezas                                 | Suspicions and Certainties                                     |
| Allison tiene sueños que giran en torno a un asesino en serie que practica la necrofilia con sus víctimas fallecidas. Mientras tanto, Allison y Joe son invitados a cenar con compañeros de Joe y sus esposas, donde Allison prevé los eventos que realmente ocurrieron cuando la esposa de otra pareja cuenta una historia, poniendo a prueba la paciencia de Joe cuando intenta hacer que él crea en sus dones especiales. Volviendo al caso del asesino en serie, mientras Allison está en proceso de ganarse la confianza de todos, ayuda a Devalos en un intento de poner al depredador tras las rejas. Con la ayuda de Allison, Devalos puede seleccionar un jurado que decide condenar al asesino en serie a la pena de muerte. Al final del episodio, Allison hace un descubrimiento impactante cuando el hombre que han estado buscando todo el tiempo, el mismo hombre que confiesa los asesinatos, no es el hombre que ha estado apareciendo en sus sueños. Resulta que el hombre que Allison estaba viendo en sus sueños como el asesino en serie era solo un hombre en la portada de un menú en el restaurante al que Allison, Joe y sus amigos habían ido a principios de esa semana. |                                                      |                                                                |
| 3 | Un par de elecciones                                 | A Couple of Choices                                            |
| Allison tiene un sueño inquietante en el que un consejero matrimonial anima a una pareja joven a cometer un asesinato-suicidio. Estos sueños comienzan a tener sentido cuando el fiscal se da cuenta de que están en un caso que involucra a un asesino en serie que tiene como objetivo a jóvenes recién casados; en cada escenario, el marido tiene la opción de dispararle a su esposa o, de lo contrario, ambos morirán. Con más y más apoyo de su recientemente escéptico esposo Joe y su empleador Devalos, Allison comienza a trabajar con el detective Lee Scanlon, quien está extremadamente indignado de que la oficina del fiscal de Phoenix esté permitiendo que alguien como Allison colabore con sus habilidades en los casos. Esto no solo colma la paciencia de Devalos y Allison, sino que también Allison se sorprende al descubrir que una de las víctimas recién casadas era la hermana de Lee y su cuñado. Mientras tanto, Allison tiene sueños que se le aparecen como fotografías de la escena del crimen, lo que se vuelve sorprendentemente relevante cuando el detective Lee Scanlon se da cuenta de que todas las parejas usaron el mismo fotógrafo de bodas. Al final, el fotógrafo de bodas resultó ser el asesino en serie. El episodio concluye con el detective Lee Scanlon ganando más respeto por lo que hace Allison. |                                                      |                                                                |
| 4 | La noche del lobo                                    | Night of the Wolf                                              |
| Un sueño de Allison es confuso. Imitando la historia de "Caperucita Roja": un lobo gruñendo la persigue a través de un aeropuerto de Phoenix donde no tiene más remedio que saltar desde una azotea. Se despierta creyendo que su sueño era solo un sueño ordinario hasta que comienza a ver estos mensajes que le llegan mientras duerme, teniendo una conexión con una joven prometida que ha sido testigo de un asesinato (el de su novio prometido) y quien procede a dar una inexacta descripción a un dibujante de la policía, preocupada de que el asesino de su novio la persiga. Mientras tanto, Bridgette Dubois, la hija mediana de Allison y Joe, ha tenido miedo de regresar a la escuela; descubrir que su hija es un paria social los molesta a ambos. Sin embargo, las cosas salen bien cuando hace un nuevo amigo, Bobby, un niño de la misma edad que Bridgette, solo para darse cuenta de que es un alma perdida que una vez fue víctima de una horrible tragedia en el patio de la escuela. Joe está más molesto por el hecho de que su hija ha heredado el don de Allison de ver muertos, lo que a su vez lastima a Allison. Allison les explica a Bridgette y a su nuevo amigo Bobby que Bobby necesita dejarlo ir y que siempre podrá cuidar de Bridgette. Hacia el final, Allison descubre que su testigo tenía un historial con el asesino de su difunto novio, el detective Wolf, un policía sucio que está dispuesto a romper las reglas y trabajar en el lado equivocado de la ley. Allison cree que tiene a su asesino una vez que el crimen coincide con las pruebas que ha estado recibiendo en sus sueños. |                                                      |                                                                |
| 5 | En el adulterio y en la enfermedad                   | In Sickness and Adultery                                       |
| Allison tiene un sueño extremadamente explícito en el que hace el amor con su esposo Joe solo para terminar en el ataúd abierto de un oficial de policía muerto, con Joe misteriosamente fuera de la vista. Se le ha dicho al oficial muerto que le dé un mensaje sobre Joe: "Australia". Allison se despierta para encontrar la verdad del mensaje: Joe es enviado a una biopsia de un lunar en su espalda que solía ser redondo, pero ahora es negro y tiene la forma del continente de Australia. Vuelve con Catherine, una psíquica como Allison, para seguir sus consejos sobre la salud de su marido. Para sorpresa de Allison, su salud está bien; es su matrimonio lo que deben tener en cuenta, y esto asusta a Allison al señalar que cree que las horas extras nocturnas de trabajo de Joe son en realidad solo para ganar tiempo para que pueda reunirse con una admiradora secreta. También lucha con su conciencia cuando Devalos le pide un favor para testificar en el asesinato del oficial de policía que ha estado viendo en sus sueños, pero que se mantenga discreta sobre sus habilidades especiales que tiene vinculadas a su profesión. Tiene el mismo debate con Joe, quien insiste en que Allison debería estar de acuerdo con Devalos, ya que cree que exponer su don complicará su vida laboral y familiar. Se encuentra cara a cara con su oponente rival Larry Watt, un abogado que está a punto de destruir a Allison en la corte. Al final, todo lo que se esconde detrás del admirador secreto de Joe y su matrimonio en problemas se revela como una mala interpretación de Allison y Catherine. Nota: Por este episodio, Patricia Arquette ganó el premio Primetime Emmy a la mejor actriz principal en una serie dramática. |                                                      |                                                                |
| 6 | Próximamente                                         | Coming Soon                                                    |
| Allison comienza a tener sueños muy espeluznantes en los que un hombre irrumpe en su casa e intenta secuestrar a sus hijas insistiendo en que es un hombre muy malo: "un golem, un diablo y un monstruo" simultáneamente. Sin embargo, se despierta creyendo que su sueño no se basó en ningún evento específico debido a que una muñeca parlante interceptó el sueño. Pero para horror de Allison, descubre que el hombre malo de su sueño es en realidad un hombre real... sin embargo, está muy decepcionada al descubrir que no solo sus sueños son incorrectos ... sino que es un buen samaritano y actualmente está trabajando con su jefe, Devalos para resolver un robo que ha presenciado. Pero después de un breve encuentro, ella aprende todo lo que necesita saber ... él es un asesino en serie y un violador que victimiza a las chicas buenas y luego se deshace de sus cuerpos en el desierto, por lo que insta a Devalos a realizar una verificación. Desafortunadamente, todavía es un hombre limpio ... pero a pesar de que las pruebas lo demuestran, ella todavía no está convencida. Todavía atormentanda por sus sueños ... La preocupación de Allison por este hombre interrumpe tanto sus pruebas de embarazo diarias que incluso lo sigue al trabajo y sin darse cuenta lo acusa de un asesinato que no cometió. Mientras tanto, Joe comienza a dar clases particulares, a su hija Ariel, en matemáticas, creyendo que se parece a él ... pero para consternación de Joe, su hija mayor también parece haber heredado el regalo de Allison cuando recoge la matrícula del mismo hombre que está interrumpiendo el sueño de Alison. Al final, Allison se enfrenta a él antes de que se vaya, aunque ahora no es un asesino, una placa evidentemente estará presente en los próximos siete a diez años, donde en las visiones de Allison se demuestra que es un asesino. |                                                      |                                                                |
| 7 | Salto al vacío                                       | Jump Start                                                     |
| Allison sueña que una joven se suicida saltando de un acantilado. Paralelamente Joe el marido de Allison le presenta a su compañero de trabajo Bred, con quien se encontraba trabajando en resolver un problema matemático, y cuando ella toca su mano tiene una visión de su muerte. Mientras tanto la joven suicida es identificada como Isabel Galván y se descubre que el abogado Larry Watts de un episodio anterior (ep. 5) y su hijo Greg Watts están involucrados con esta joven, donde Greg maquina un plan donde su padre sea involucrado y encarcelado por matar o estar implicado con el suicidio de Isabel, conociendo a su padre sabía que este le entregaría un poder para hacerse cargo de sus bienes hasta que el caso se aclare, pero asegurándose de que lo encarcelen, todo esto descubierto por Allison y la policía, culmina con el arresto de Greg. Por otra parte, al terminar ese caso cuando Allison regresa a casa Joe le informa que su amigo Bred había fallecido y al siguiente día cuando Joe regreso de su entierro, al trabajo se dio cuenta de que Bred había resuelto la incógnita del problema matemático sobre el cual estaban trabajando y como un homenaje póstumo, lo iba a entregar para su publicación. |                                                      |                                                                |
| 8 | Afortunado                                           | Lucky                                                          |
| Allison sueña que su medio hermano Michael está muerto, pero al día siguiente aparece en su puerta con un colega del ejército. Michael es conocido en su regimiento como "Lucky" porque adivina cuándo esquivar explosiones letales. Allison tiene problemas para comunicarse con una niña que murió en un incendio en la casa. Michael la ayuda, pero niega el don que aparentemente ha heredado. Mientras tanto, está siendo chantajeado por un colega del ejército involucrado en algo ilegítimo. |                                                      |                                                                |
| 9 | En clave                                             | Coded                                                          |
| Ariel tiene un sueño sobre un ogro y una niña encerrados dentro de un castillo que ella cree que es real. Allison inicialmente lo descarta como solo un sueño hasta que se da cuenta de que es cierto cuando Ariel rastrea a un niño cuya hermana, Sara Crewson (Jennette McCurdy), se presume muerta después de haber sido secuestrada dos años antes. Allison lleva el caso a Devalos y Scanlon, quienes le dicen que un hombre llamado Darrell ya está en la cárcel por matar a Sara porque las cámaras de vigilancia capturaron el secuestro en una cinta. Allison inicialmente afirma que los sueños son suyos porque no saben que Ariel tiene sus talentos, pero como los sueños de Ariel están codificados, se involucra en la investigación. Después se dan cuenta de que el ogro es en realidad Henry, el hermano mentalmente discapacitado de Darrell, y el castillo es un castillo de juguete ubicado dentro de la casa remota donde Henry tiene a Sara como rehén. Henry está inubicable, pero Allison y Scanlon pueden delimitar su ubicación porque Darrell usa sus privilegios telefónicos todas las semanas para llamar a una tienda donde Henry recibe la llamada. Mientras tanto, Darrell llama a Henry y le dice que mate a Sara porque la policía está detrás de ellos. Ariel tiene otro sueño en el que Sara dispara al ogro y llama a Allison justo cuando ella y Scanlon llegan a la casa. Henry sale después de obligar a Sara a esconderse en el armario, pero Sara encuentra la pistola de Henry dentro del castillo de juguete y le dispara desde la ventana mientras Ariel advierte a Allison sobre el sueño. |                                                      |                                                                |
| 10 | Al otro lado de las vías                             | The Other Side of the Tracks                                   |
| Allison tiene un sueño recurrente sobre dos niños que intentan cruzar las vías del tren antes de que llegue un tren, y el niño mayor es el único que lo logra, ya que el más joven se tropieza y cae cerca de las vías. Cuando pasa el tren, el niño más joven ha desaparecido. Dado que el sueño ha estado interfiriendo con el sueño de Allison, visita al Dr. Leonard Cardwell, que investiga médiums y psíquicos. El Dr. Cardwell le dice que el sueño de la vía del tren realmente sucedió: él es el niño mayor y su hermano menor, Kenny, desapareció ese día en las vías del tren y se presume muerto debido a que ese mismo verano se encontraron los cadáveres de otros tres niños asesinados por un asesino serial que fue ajusticiado por uno de los padres, antes de ser juzgado. Como no hay ninguna tumba que Allison pueda visitar, intenta recoger algo de las pertenencias de Kenny, pero no tiene suerte. Allison se da cuenta de que el sueño no se detendrá hasta que resuelva el caso, pero se encuentra con un problema aparentemente importante cuando va al cine con Joe y es que su sueño es en realidad una propaganda para una película. Sin embargo, mientras está en la librería para un evento infantil con su hija, Allison descubre que la película está basada en un libro escrito por Ken Buckley. Allison se da cuenta de que Kenny Cardwell y Ken Buckley son la misma persona y va a su casa, donde encuentra con el fantasma de la mujer que lo crio. Ella le dice a Allison que secuestró a Kenny Cardwell junto a las vías porque perdió a su propio hijo a causa de la escarlatina; ella lo crio como si fuera su propio hijo. Cuando Ken Buckley regresa a su casa, Allison le cuenta su verdadera identidad. Más tarde, el Dr. Cardwell y Kenny se reúnen.                                                                                             |                                                      |                                                                |
| 11 | Me casé con una adivina                              | I Married a Mind Reader                                        |
| Enferma de un resfriado, las habilidades de médium de Allison se vuelven un poco locas y recibe un sueño que la lleva a investigar un antiguo asesinato de la década de 1960. La serie titulada "Me case con una adivina" al estilo de Ozzie y Harriet (o Lucy y Desi de Yo amo a Lucy). Donde el protagonista de la serie fue encarcelado por asesinar a su coprotagonista que en la vida real fue su esposa. Pero Allison recibe sueños relacionados con este incidente que demuestran que hay más en la historia de lo que parece, enterándose de que el protagonista era inocente y se culpo para salvar a su amante de ir a la cárcel, quien era la asistente de su esposa y que estaba esperando un hijo suyo, sin embargo, al final del capítulo se descubre que el asesinato fue un suicidio, por parte de la esposa al enterarse de la infidelidad de su esposo y de que ella padecía cancér, el capítulo culmina con un muy anciano Henry conociendo a su hijo y limpiando su nombre. |                                                      |                                                                |
| 12 | Un cura, un médico y una médium entran en una cámara | A Priest, a Doctor and a Medium Walk into an Execution Chamber |
| Allison, Devalos y Scanlon investigan un asesinato perpetrado por el 'fantasma' de un hombre cuya ejecución ellos presenciaron. Paralelamente, Allison tiene una visión sobre un compañero de clase de Ariel, en dicha visión Ariel sufrirá a causa de dicho compañero. |                                                      |                                                                |
| 13 | La vaca de la señora O'Leary                         | Being Mrs. O'Leary's Cow                                       |
| Allison duda en entregar a un hombre que mató a su esposa cuando sus visiones revelan que este hombre, quien es piloto, evitará que un avión se estrelle en el futuro. |                                                      |                                                                |
| 14 | Hoyo 9                                               | In the Rough                                                   |
| Cuando se reabre un caso de hace diez años, Allison descubre que el prisionero fue incriminado en el crimen por alguien en quien ella confía, pero ve que el prisionero es culpable de otro crimen aun más cruel. Paralelamente, los Dubois reciben la visita de la madre de Joe. |                                                      |                                                                |
| 15 | Un penique por tus pensamientos                      | Penny for Your Thoughts                                        |
| Allison se encuentra con un médico psicópata que violó y asesinó a numerosas adolescentes hace años. Después de enterarse de que un alma malvada (Mark Sheppard) ha estado poseyendo a doctores para asesinar adolescentes, se propone detenerlo antes de que se encuentre una nueva víctima. Mientras tanto, el profesor de matemáticas de Ariel la acusa de hacer trampa y Joe primero y Allison después intervienen en su defensa. |                                                      |                                                                |
| 16 | El fantasma de Phoenix (parte 1)                     | When push comes to shove (Part I)                              |
| Joe y las niñas se están cansando de que Allison nunca esté en casa, pero Devalos necesita su ayuda para localizar a un asesino en serie. Después de ver al Capitán Kenneth Push en una visión en la escena del crimen, Allison pide su ayuda para encontrar al asesino en serie. Push dice que los casos en Phoenix se asemejan a una ola de asesinos en serie anterior en Texas, donde las palabras "Isaías 14:21" estaban presentes en cada escena del crimen, el asesino cortaba el corazón de las víctimas y los asesinatos cesaron abruptamente. Los dos primeros se establecen rápidamente como coincidentes con los casos de Phoenix. Basándose en el versículo bíblico, Allison se da cuenta de que las víctimas están relacionadas de alguna manera entre sí, y las pruebas de ADN muestran que las víctimas tienen el mismo padre. La relación de Allison y Joe continúa deteriorándose cuanto más se prolonga el caso. La condición del corazón del Capitán Push se intensifica y cuando muere por un minuto o dos, aparece en los sueños de Allison para decirle el nombre de la próxima víctima, solo para desaparecer cuando es resucitado. El Capitán Push está a punto de someterse a una cirugía para que le pongan un marcapasos, pero cuando descubre que la próxima víctima ya ha sido asesinada, arriesga su vida para ayudar a Allison a resolver el caso. |                                                      |                                                                |

### Segunda temporada
| Episodio | Título español                       | Título inglés                      |
| --- | ------------------------------------ | ---------------------------------- |
| 1 | El fantasma de Phoenix (parte 2)     | When Push Comes to Shove (Part II) |
| La segunda temporada comienza 3 meses después del final de la temporada 1. El capitán Kenneth Push todavía está en coma, Allison no ha tenido ningún sueño en los últimos 3 meses, y ella y Joe han estado trabajando con éxito en su matrimonio. Como parte de la reconciliación, Allison prometió intentar recortar el trabajo, mientras que Joe prometió asistir a terapia. Cuando Joe va a su primera cita de terapia, su terapeuta dice que Allison es muy desconsiderada con sus sentimientos y corre a su trabajo a todas horas. Mientras visita al Capitán Push en el hospital, Allison ve al fantasma del padre de Push, quien le dice a Allison que tiene que terminar el sueño que Push le envió arriesgando su vida o nunca encontrará al asesino en serie y nunca tendrá sueños de nuevo. Devalos se da cuenta de que el padre de las víctimas era un donante de esperma, y el asesino en serie ha matado a todos los hijos del donante de esperma excepto por uno: Bella, residente de Phoenix de dieciocho años, que se encuentra bajo custodia protectora. Allison termina el sueño del Capitán Push, que revela que el donante de esperma dejó a su prometida, que estaba embarazada de su hijo en ese momento. Tan pronto como Allison termina el sueño, el Capitán Push despierta de su coma. Allison se da cuenta de que el hijo del donante de esperma, llamado Isaías por el versículo bíblico, fue criado por su madre fuera del sistema para que fuera casi imposible encontrarlo, y que ella lo crio para vengarse de los otros hijos de su padre. Bella acepta volver a trabajar como trabajadora de un puesto de venta en la arena de baloncesto para que Allison, Push, Devalos y Scanlon puedan intentar sacar a Isaías de su escondite. Después de que termine el juego, parece que su plan ha fallado hasta que aparece un oficial para llevar a Bella de regreso a la custodia protectora. El Capitán Push se da cuenta de que el oficial está usando zapatillas altas y le pide repetidamente que se detenga. El oficial, en realidad Isaías, saca un arma y él y Push intercambian disparos; Push mata a Isaías. |                                      |                                    |
| 2 | Siempre la misma canción             | The Song Remains the Same          |
| La repetición constante de la canción "I Will Survive" en la cabeza de Allison la lleva a buscar la ayuda del Dr. Cardwell en la universidad. Cardwell no está en el campus debido a una conferencia, y los cambios en la canción en la cabeza de Allison la llevan al reproductor MP3 perdido de una universitaria desaparecida, Isabel Navarro. Allison conoce al padre de Isabel y al sacerdote católico, pero cuando ella le da la mano al sacerdote, la canción comienza de nuevo y repite una línea, lo que la lleva a sospechar que el sacerdote está involucrado o sabe algo sobre la desaparición de Isabel. Allison se enfrenta al sacerdote y se da cuenta de que sabe algo, pero él se resiste a darle la información ya que proviene de una confesión, y no quiere romper su voto (que mantienen todas las confesiones confidenciales). Mientras tanto, la familia DuBois se prepara para viajar a Salt Lake City para la boda de la hermana de Joe, pero cuando Joe sugiere que vuelen en lugar de conducir, tanto Allison como Bridgette tienen visiones de un accidente de avión en el que Joe muere; aunque inicialmente escéptico, Joe acepta conducir. El sueño de Allison y Bridgette no termina profetizando el accidente del avión a Salt Lake City, sino el lugar donde han mantenido secuestrada a Isabel. Allison encuentra a Isabel viva debajo de una tabla de madera falsa en un granero remoto. |                                      |                                    |
| 3 | Desde hace mucho tiempo              | Time Out of Mind                   |
| 4 | Sonámbula                            | Light Sleeper                      |
| 5 | Dulces sueños                        | Sweet Dreams                       |
| 6 | Sin puntería                         | Dead Aim                           |
| 7 | Juez, jurado y verdugo               | Judge, Jury & Executioner          |
| 8 | Por los pelos                        | Too Close to Call                  |
| 9 | Naturaleza muerta                    | Still Life                         |
| 10 | Ajuste de cuentas                    | The Reckoning                      |
| 11 | Lógica en su locura                  | Method to His Madness              |
| 12 | Órdenes del médico                   | Doctor's Orders                    |
| 13 | Criando a Caín                       | Raising Cain                       |
| 14 | Un hombre diferente                  | A Changed Man                      |
| 15 | Mi dulce hijo                        | Sweet Child O' Mine                |
| 16 | Allison en el país de las Maravillas | Allison Wonderland                 |
| 17 | Afortunado en el amor                | Lucky in Love                      |
| 18 | S.O.S.                               | S.O.S.                             |
| 19 | Conociéndola                         | Knowing Her                        |
| 20 | La oscuridad ya es bastante clara    | The Darkness Is Light Enough       |
| 21 | La muerte hace seguros de vida       | Death Takes a Policy               |
| 22 | Érase dos veces                      | Twice Upon A Time                  |

### Tercera temporada
| Episodio | Título español              | Título inglés             |
| -------- | --------------------------- | ------------------------- |
| 1        | Cuatro sueños (parte 1)     | Four Dreams (Part I)      |
| 2        | Cuatro sueños (parte 2)     | Four Dreams (Part II)     |
| 3        | Sea amable, rebobine        | Be Kind, Rewind           |
| 4        | Lazos de sangre             | Blood Relations           |
| 5        | El fantasma de la cámara    | Ghost in the Machine      |
| 6        | Perfiles del terror         | Profiles in Terror        |
| 7        | La pequeña ayudante de mama | Mother's Little Helper    |
| 8        | Toda la verdad              | The Whole Truth           |
| 9        | Mucho mejor muerto          | Better Off Dead           |
| 10       | La feliz Maggie             | Very Merry Maggie         |
| 11       | Apocalipsis, Push           | Apocalypse, Push          |
| 12       | El conductor                | The One Behind the Wheel  |
| 13       | Segunda opinión             | Second Opinion            |
| 14       | Hemos tenido un sueño       | We Had a Dream            |
| 15       | El vecino de al lado        | The Boy Next Door         |
| 16       | ¿Qué te ha poseído?         | Whatever Possessed You    |
| 17       | La tarde de Joe             | Joe Day Afternoon         |
| 18       | 906 afortunado              | 1-900-Lucky               |
| 19       | Sin nadie que me cuide      | No One to Watch over Me   |
| 20       | Jugar con la cabeza         | Head Games                |
| 21       | Rodarán cabezas             | Heads Will Roll           |
| 22       | Todo llega a su fin         | Everything Comes to a end |

### Cuarta temporada
| Episodio | Título español                  | Título inglés              |
| --- | ------------------------------- | -------------------------- |
| 1 | Y entonces                      | And Then                   |
| Allison comienza a tener sueños inquietantes acerca de un niño arrebatado de una juguetería mientras compra con su padre. Incapaz de pedir ayuda a Devalos o Scanlon, Allison llama a Ameri-Tips, una compañía contratada por la familia del niño desaparecido, y llega a un acuerdo inusual con su intrigante investigadora Cynthia Keener. |                                 |                            |
| 2 | Podría pasarte a ti             | But for the Grace of God   |
| Allison está angustiada por la visión de su hija en un accidente automovilístico, pero ayuda a Ameri-Tips a encontrar a una adolescente local desaparecida. |                                 |                            |
| 3 | Tener y conservar               | To Have and to Hold        |
| La búsqueda de trabajo de Joe toma un giro inesperado cuando Joe tiene que confiar en Allison para encontrar a la hija desaparecida de su posible empleador para asegurar un trabajo. |                                 |                            |
| 4 | ¿Oyes lo que yo oigo?           | Do You Hear What I Hear?   |
| Allison pierde por completo su audición cuando una joven sorda adinerada es secuestrada, por lo que Joe interviene para ayudarla a ella y a las acciones de la investigadora Cynthia Keener en nombre de los padres. |                                 |                            |
| 5 | Las chicas solo traen problemas | Girls only bring problems  |
| Allison acepta trabajar para su némesis de larga data, el abogado defensor Larry Watt, quien decide usar sus poderes para su ventaja, para variar, al contratarla como consultora. Desafortunadamente, los sueños de Allison le dicen que su cliente John Edgemont es culpable de matar a su esposa. Mientras tanto, Devalos y Ariel individualmente comienzan nuevas empresas.                                                                                           |                                 |                            |
| 6 | Regusto                         | Aftertaste                 |
| Allison hace todo lo posible para apoyar el intento de Devalos de recuperar la oficina de Fiscal de Distrito, ya que sus visiones colocan a su más fuerte defensor político y viejo amigo, el senador Jed Garrity en el centro de una conspiración horrible. Mientras tanto, Bridgette sueña con un acreedor persistente, llamando desde un mundo de distancia. |                                 |                            |
| 7 | Arde, pequeña, arde (parte 1)   | Burn, Baby, Burn (Part I)  |
| Cuando su suegra Marjorie Dubois viene de visita, Allison se entera de la verdadera razón y lucha contra su súplica para no discutirlo con Joe, la única persona con la que no tiene secretos. Mientras tanto, la investigadora de Ameritips, Cynthia Keener, espera empujar los talentos de Allison a sus casos abiertos. Más tarde, un asesinato relacionado con un incendio provocado reúne a Allison, Devalos y Scanlon de una manera inesperada.                     |                                 |                            |
| 8 | Arde, pequeña, arde (parte 2)   | Burn, Baby, Burn (Part II) |
| Mientras lucha por mantener el secreto de su suegra con Joe, Allison intenta encontrar el vínculo entre sus sueños, un caso en el que está trabajando para Cynthia Keener, el caso de Devalos de asesinato provocado por un incendio y la predicción de Ariel de la muerte de la madre de un conocido. |                                 |                            |
| 9 | Juego malvado (parte 1)         | Wicked Game (Part I)       |
| La investigadora de Ameritips, Cynthia Keener, tiene secretos de su pasado que Allison descubre mientras busca a una chica local desaparecida. Mientras tanto, la relación de Joe con Allison se pone a prueba cuando el proyecto de clase de ciencias de Bridgette despierta la imaginación de Joe. |                                 |                            |
| 10 | Juego malvado (parte 2)         | Wicked Game (Part II)      |
| Cynthia y Allison investigan más sobre el secuestro, mientras que Allison todavía ve el pasado de Cynthia. Después de ayudar a Bridgette con su proyecto de ciencias, Joe recibe una predicción de su hija mediana sobre sus finanzas futuras. |                                 |                            |
| 11 | Rompe corazones                 | Lady Killer                |
| Allison se une a Scanlon para localizar a una peligrosa "vampiresa" que se cree que es responsable de los salvajes asesinatos de dos jóvenes. Mientras tanto, como la campaña para el fiscal de distrito local se pone en marcha, Allison siente que alguien cercano a Devalos está conspirando contra él. Rosanna Arquette es la invitada en este episodio como una escritora que escribe libros para mujeres que buscan hombres más jóvenes.                            |                                 |                            |
| 12 | Cómplices                       | Partners in Crime          |
| A la capitalista de riesgo Meghan Doyle le gusta lo que ve cuando Joe hace una presentación sobre su nuevo invento, basado en energía solar, a su firma de inversión. Mientras tanto, el agente de perfiles psicológicos del FBI Edward Cooper intenta convencer a Allison de que está de vuelta en Phoenix para localizar, no asesinar, a otro asesino en serie, pero sus sueños le cuentan una historia diferente.                                                      |                                 |                            |
| 13 | La solución a tus problemas     | A Cure for What Ails You   |
| Allison lucha por ver la conexión entre varias muertes "accidentales" recientes después de experimentar visiones de Scanlon y la amiga de su novia Lynn DiNovi. El foco parece ser una medicina para el dolor de cabeza. Mientras tanto, Joe debe encontrar una respuesta barata e inventiva a la necesidad de Marie de anteojos después de que ella engañe inadvertidamente al optometrista.                                                                             |                                 |                            |
| 14 | Problemas en el coche           | Car Trouble                |
| Cuando el viejo automóvil de Allison chisporrotea y muere, Joe la sorprende con un auto usado inmaculado. Desafortunadamente, la familia Dubois descubre que el automóvil está en el centro de un crimen horrible y sin resolver. Mientras tanto, Allison conoce a la nueva socia comercial de Joe, Meghan Doyle, por primera vez y comienza a sentirse incómoda con el atractivo de la capitalista de riesgo...                                                          |                                 |                            |
| 15 | Ser Joey Carmichael             | Being Joey                 |
| Las visiones de Allison ayudan a Scanlon a tomar la delantera de la persona responsable de un golpe meticuloso y brutal contra un rico traficante de drogas local, pero ambos se confunden cuando sus sueños de un encantador asesino los dirige a Joey Carmichael, un hombre gravemente discapacitado con una bala alojada en su cerebro Mientras tanto, un momento incómodo entre la capitalista de riesgo Meghan Doyle y Joe podría destrozar su asociación comercial. |                                 |                            |
| 16 | El mundo sumergido              | Drowned World              |
| Se le pide a Allison que investigue si la casa de una pareja joven está embrujada y descubre que un bebé se ahogó en la propiedad hace mucho tiempo. Después de que la esposa muera por un aparente suicidio, Allison descubre una conexión extraña entre las dos muertes. Mientras tanto, Meghan y Joe terminan su asociación, y Devalos es reinstalado como fiscal de distrito, después de que la salud de Van Dyke le impida continuar en el puesto.                   |                                 |                            |

### Quinta temporada
| Episodio | Título español                                 | Título inglés                                    |
| --- | ---------------------------------------------- | ------------------------------------------------ |
| 1 | Alma superviviente                             | Soul Survivor                                    |
| Allison intenta ayudar a Devalos a encontrar al asesino de la hermana de su amigo, sin embargo, sus visiones apuntan hacia el esposo de la amiga que murió en un accidente automovilístico hace dos años... |                                                |                                                  |
| 2 | Cosas que hacer en Phoenix cuando estás muerto | Things to Do in Phoenix When You're Dead         |
| Allison sueña con asesinatos y chantaje, en el que el único testigo es un fantasma. Persiguiendo al fantasma para buscar su ayuda, descubre que está vivo. Mientras tanto, Ariel tiene una reacción extraña a su tarea de salud.                                                                                              |                                                |                                                  |
| 3 | Una persona de interés                         | A Person of Interest                             |
| Mientras trabaja en un crimen, Allison se obsesiona con la ingeniería mecánica. Mientras tanto, Joe invita a su colega a cenar... |                                                |                                                  |
| 4 | En cuanto a anoche                             | About Last Night                                 |
| Allison se despierta debajo de un paso elevado de la carretera con una nota misteriosa en una mano y no recuerda las últimas seis horas de su vida. Más tarde encuentra la mano de una mujer en su bolso y comienza a pensar que puede haber matado a alguien durante esas seis horas. Ariel solicita su permiso de aprendiz. |                                                |                                                  |
| 5 | Un poco de su propia medicina                  | A Taste of Her Own Medicine                      |
| Allison intenta ayudar a encontrar a la hija de los amigos de Devalos, quien parecía simplemente haber abandonado la ciudad. Mientras tanto, Joe descubre que sufre de falta de sueño, y la relación de Scanlon y Lynn da un giro inesperado.                                                                                 |                                                |                                                  |
| 6 | ¿Apocalipsis ahora?                            | Apocalypse, Now?                                 |
| Allison comienza a prepararse para el fin del mundo, según lo que ella ve a través de sus sueños. Pronto se da cuenta de que el hombre que creía que era el único que sobrevivió al apocalipsis está involucrado en una masacre familiar.                                                                                     |                                                |                                                  |
| 7 | Un mal necesario                               | A Necessary Evil                                 |
| Allison se une con el fantasma del Agente Cooper del FBI para atrapar a un criminal, pero sospecha que el Agente Cooper una vez más no es bueno. Cuando el Agente Cooper decide que Allison es más problemática de lo que vale, se vuelve contra ella.                                                                        |                                                |                                                  |
| 8 | Di la verdad                                   | Truth Be Told                                    |
| Allison adquiere la capacidad de saber cuándo las personas mienten y con esta habilidad descubre que una pareja asesinó a sus amigos; El único problema es que no hay evidencia que respalde su afirmación. |                                                |                                                  |
| 9 | Todo queda en familia                          | All in the Family                                |
| 10 | Entonces... otra vez                           | Then and Again                                   |
| 11 | El Demonio Interior (parte 1)                  | The Devil Inside (Part I)                        |
| 12 | El Demonio Interior (parte 2)                  | The Devil Inside (Part II)                       |
| 13 | Como ganar pasta en los negocios (parte 1)     | How to Make a Killing in Big Business (Part I)   |
| Allison es reclutada por una compañía Fortune 500 para predecir las tendencias comerciales. Sin embargo, ella sigue soñando con un caso relacionado con un asesino en serie en el que estaba trabajando en la oficina del fiscal.                                                                                             |                                                |                                                  |
| 14 | Como ganar pasta en los negocios (parte 2)     | How to Make a Killing in Big Business (Part II)  |
| 15 | Como ganar pasta en los negocios (parte 3)     | How to Make a Killing in Big Business (Part III) |
| 16 | El Hombre del espejo                           | The Man in the Mirror                            |
| 17 | El primer mordisco es el más profundo          | The First Bite Is the Deepest                    |
| 18 | El talento de la señora Boddicker              | The Talented Ms. Boddicker                       |
| 19 | Quiero la cabeza de Oswaldo Castillo           | Bring Me the Head of Oswaldo Castillo            |

### Sexta temporada
| Episodio | Título español                                | Título inglés                              |
| --- | --------------------------------------------- | ------------------------------------------ |
| 1 | Un Déjà Vu otra vez                           | Déjà Vu All Over Again                     |
| 2 | ¿Quién es esa chica?                          | Who's That Girl?                           |
| 3 | Calmante                                      | Pain Killer                                |
| 4 | Médium es el mensaje                          | The Medium Is the Message                  |
| 5 | Fiebre infantil                               | Baby Fever                                 |
| 6 | Muérdeme                                      | Bite Me                                    |
| 7 | El nuevo Terrain                              | New Terrain                                |
| 8 | Una vez en la vida                            | Once in a Lifetime                         |
| 9 | El futuro es tan brillante                    | The Future's So Bright                     |
| 10 | Me das fiebre                                 | You Give Me Fever                          |
| 11 | Un amor eterno                                | An Everlasting Love                        |
| 12 | Querido papa                                  | Dear Dad                                   |
| 13 | El psiquiátrico                               | Psych                                      |
| 14 | ¿Podría identificar al auténtico Fred Rovick? | Will the Real Fred Rovick Please Stand Up? |
| 15 | Como acabar con un violador                   | How to Beat a Bad Guy                      |
| 16 | Allison Rolen se casó                         | Allison Rolen Got Married                  |
| 17 | Que corra la sangre: tipo A. (parte 1)        | There Will Be Blood: Type A. (Part I)      |
| 18 | Que corra la sangre: tipo B. (parte 2)        | There Will Be Blood: Type B. (Part II)     |
| 19 | Sal                                           | Sal                                        |
| 20 | Se escapa el tiempo                           | Time Keeps on Slipping                     |
| 21 | Carne muerta                                  | Dead Meat                                  |
| Cuando una activista de los derechos de los animales que trabaja encubierta en una granja desaparece, Allison se hace amiga de un cerdo que podría tener la clave del paradero de la mujer. Además, el regalo especial de cumpleaños de Marie para Joe lo deja preguntándose cómo pudo obtenerlo.                                                                 |                                               |                                            |
| 22 | Es una muerte maravillosa                     | It's a Wonderful Death                     |
| En el final de temporada, el tumor cerebral de Allison reaparece, con secuelas que podrían tener consecuencias que cambiarán la vida de sus amigos y familiares. Pero cuando Ariel recibe una carta de aceptación de la Universidad de su elección, Allison debe comenzar a darse cuenta de que debe dejar que su hija se convierta en una mujer fuerte y segura. |                                               |                                            |

### Séptima temporada
| Episodio | Título español                        | Título inglés                   |
| --- | ------------------------------------- | ------------------------------- |
| 1 | El día de llevar a tu hija al trabajo | Bring Your Daughter to Work Day |
| Un vagabundo desaparecido aparece en los sueños de Allison y Bridgette, lo que da como resultado que los dos cuerpos cambien, enviando a Allison a la escuela y a Bridgette a la oficina. Cuando el vagabundo es asesinado, Allison y Bridgette pronto se dan cuenta de que fueron intercambiadas por una razón y deben juntar las piezas del caso para intercambiarlas. |                                       |                                 |
| 2 | El juego de las parejas               | The Match Game                  |
| Las visiones de símbolos que flotan sobre las cabezas de las personas hacen que Allison piense que podrían usarse para encontrar a sus parejas perfectas. Jugando a casamentera basada en los símbolos, Allison organiza una cita entre el dueño de un restaurante, Gil, y una doctora, Judy, solo para soñar con Gil asesinando a Judy en el proceso. Mientras tanto, Joe debe averiguar qué hacer cuando una empleada acusa a un compañero de trabajo de acoso sexual. |                                       |                                 |
| 3 | El fin justifica los medios           | Means and Ends                  |
| Allison está preocupada por Scanlon, quien está siendo perseguido por sueños sobre su hermano muerto Paul, comenzando con su hermano recibiendo una paliza de su padre por Scanlon cuando eran niños. Mientras tanto, los planes finales de Ariel para la universidad se ven interrumpidos por visiones de una joven desaparecida. |                                       |                                 |
| 4 | Como matar a un buen tipo             | How to Kill a Good Guy          |
| La investigación de Allison sobre el asesinato de una niña desaparecida puede tener un vínculo con el difunto hermano de Scanlon. Ella le avisa al sheriff local, lo que erosiona aún más su relación con Scanlon, quien le grita por no dejarlo saber primero. Bridgette y Marie deben lidiar con Ariel que se dirige a la universidad, ya que el abuelo muerto de Ariel sugiere que las ayude a sobrellevar su partida. |                                       |                                 |
| 5 | Habla con la mano                     | Talk to the Hand                |
| Allison se quema la mano en la cocina y requiere un injerto de piel. Después de la cirugía, descubre que la mano tiene mente propia, lo que la vincula con un caso que involucra a una mujer desaparecida llamada Mónica que había descubierto una operación ilegal de donación de tejidos. Mientras tanto, Bridgette no les está diciendo a sus padres toda la verdad sobre su participación en el equipo de fútbol de la escuela. |                                       |                                 |
| 6 | ¿Dónde estabas cuando...?             | Where Were You When?            |
| Los sueños de Allison sobre el futuro la dejan sintiéndose impotente para detener un próximo evento catastrófico en el que una bomba explota en un edificio de oficinas a las 9:18 a. m., pero no sabe de qué día. |                                       |                                 |
| 7 | Idioma nativo                         | Native Tongue                   |
| Allison de repente es incapaz de entender el inglés hablado cuando se despierta después de tener un sueño en el que un hombre con un traje a prueba de fuego quema a un indio navajo. Esto hace que desarrolle una amistad con una lingüista en Navajo llamada Jane (Judy Reyes) quien es a la única que entiende cuando ella habla en Navajo. La situación pone a prueba la paciencia de Joe mientras piensa en la cantidad de situaciones extrañas que ha tenido que soportar durante su matrimonio. |                                       |                                 |
| 8 | Inhalación de humo                    | Smoke Damage                    |
| Una serie de misteriosas muertes relacionadas con incendios pueden estar relacionadas con los sueños de Allison de un incendio en el que una niña queda atrapada en un edificio en llamas. Allison también debe pensar hacia dónde se dirige su carrera profesional mientras Devalos comienza a pensar seriamente en postularse para alcalde contra un amigo de la familia. |                                       |                                 |
| 9 | La gente de tu barrio                 | The People in Your Neighborhood |
| Las visiones de Allison sobre un delincuente sexual condenado llamado Clark, que se muda a su vecindario, la hacen cuestionar su culpabilidad. Cuando los vecinos intentan sacar a Clark del vecindario, encuentran muerta a una niña de 16 años. Cuando la evidencia parece apuntar a Clark, él se quita la vida creyendo que será acusado del asesinato. Allison descubre la verdad y descubre quién lo hizo realmente. |                                       |                                 |
| 10 | Sangre en las vías                    | Blood on the Tracks             |
| Allison sueña con un asesinato sobre un hombre que es atropellado por un tren. Cuando matan a un hombre como en su sueño, Allison está convencida de que es un homicidio. Mientras tanto, Joe tiene dificultades para manejar el diagnóstico de cáncer de su madre. Allison insta a Joe a que visite a su madre en el hospital, donde Joe descubre que se está muriendo pero ella cree que se recuperará por algo que Allison le dijo en el pasado, pero Joe le dice que Allison mintió para darle esperanza, y ella acepta crear un testamento antes de morir. Fallo: Marjorie muere de un astrocitoma anaplásico que es un tumor cerebral canceroso de grado 3 en el programa, pero los médicos dijeron que era un cáncer cerebral en etapa 4, que es un tumor cerebral Glioblastoma Multiforme. |                                       |                                 |
| 11 | Afortunado a medias                   | Only Half Lucky                 |
| El sueño de Allison despierta sospechas con respecto a su hermano Michael (David Arquette reemplazó a Ryan Hurst, quien interpretó a Michael en las temporadas 1-3, debido a la falta de disponibilidad), quien intenta suicidarse, pero cuando ella lo llama al día siguiente, descubre que viaja a Phoenix para negocio. Las habilidades de Bridgette despiertan el interés del gerente de campaña de Devalos, quien tiene un pasado turbio, lo que lleva a Devalos a despedirla. |                                       |                                 |
| 12 | Dolores de parto                      | Labor Pains                     |
| Allison es abordada por Jeremy, quien cree que su esposa no lo dejó y quiere que Allison sueñe con la verdad. Ella promete leer su expediente cuando salga de la ciudad, pero en el aeropuerto él la secuestra y la droga para ayudarla a dormir y soñar. Ella finalmente vincula a su esposa desaparecida con un asesinato actual, que la oficina del fiscal de distrito estaba investigando. La esposa de Jeremy fue asesinada y la asesina crio a su bebé. Allison retira los cargos contra Jeremy y lo reúne con su hijo. Paralelamente, los maestros piensan que Marie tiene una discapacidad de aprendizaje, pero Joe se da cuenta de que está relacionada con la solución de un problema laboral suyo. |                                       |                                 |
| 13 | Yo sin ti                             | Me Without You                  |
| En este capítulo final de la serie, Allison tiene que ahondar en sus sueños por última vez después de que Joe muera en un accidente aéreo. La despertó el teléfono que suena, Joe debería llegar de Hawái antes de lo planeado, le dice él. Luego, ocurren turbulencias, y Allison es testigo por teléfono de la caída del avión y la muerte de Joe, quien le dice "Te amo Allison, con todo mi corazón" mientras el avión se hunde. Siete años después, y finalmente una exitosa abogada y la primera asistente del fiscal, Allison debe enfrentarse a un narcotraficante que aparentemente ordena la muerte del nuevo fiscal durante su proceso judicial, lo que obliga al alcalde Manuel Devalos a evitar que Allison destruya su propia carrera cuando sueña, y el criminal le confirma, que Joe ha estado vivo todo ese tiempo. Pero el sueño de Allison es de hecho falso, o para ser precisos, todo el flashforward 7 años en el futuro es en realidad un sueño de lo que puede suceder, sueño enviado a Allison por el mismo Joe. Se despierta en el presente, por la voz de Joe, en lugar de sonar el teléfono. Nos queda creer que la llamada final de Joe también fue parte de todo el sueño, aunque nada está completamente seguro al respecto. Allison se da vuelta en su cama, imaginando que encontrará a Joe a su lado, pero solo para encontrar al fantasma de Joe hablándole. Él le dice que de hecho murió en el accidente de avión. Él le dice que quería hacerla soñar sobre cómo podrían ser las cosas sin él, pero que incluso en el sueño, ella quería tanto que él todavía estuviera vivo, que de hecho 'recuperó el control' sobre el sueño, e inventó el caso del narcotraficante, la playa en México y Joe que sobrevivió al accidente. Él le dice que acepte su ausencia, que tiene que dejarlo ir. Luego retrocede y desaparece, dejando a Allison llorando y suplicando. Luego saltamos 41 años hacia el futuro, en el año 2052, donde una anciana Allison vive en una casa de retiro y escucha a su bisnieta dejarle un mensaje en su contestador automático. Minutos después, Allison fallece. Luego se muestra que se está reuniendo con Joe en la forma en que se veía 41 años antes. |                                       |                                 |

## Datos
En las primeras temporadas (de la primera a la tercera) la actriz de Allison Dubois joven es diferente que la que la interpreta a partir de la cuarta temporada.
- En el capítulo 2 de la quinta temporada se ve a Ariel conduciendo el coche acompañada por su padre, pero hasta el 4.º capítulo su padre no le empieza a dar clases de conducir.

- En el capítulo 6 de la sexta temporada Joe hace una referencia a la película Amanecer de los muertos, siendo él uno de los protagonistas del remake: Amanecer de los muertos (2004).

- El Volvo de Allison cambia de color exterior a final de la quinta temporada y sus asientos pasan a ser negros en vez de marrones como al principio de la sexta temporada.

- Miguel Sandoval es un fanático del Ping Pong, en el rodaje instalaron una mesa de Ping Pong y realizaban campeonatos con el equipo de producción. En las escenas finales de la serie (S07E13), Miguel se despide jugando al Ping Pong antes del saludo final a su audiencia.

- El episodio 7 de la sexta temporada, New Terrain, Allison cambia de coche, y este es un GMC Terrain, clara publicidad del coche apareciendo en muchos planos la marca y modelo.

- El final de la serie (episodio 13 de la Séptima temporada), teniendo como eje el mismo acontecimiento, se desarrolla en tres líneas temporales distintas: el presente, siete años en el futuro y cuarenta y un años en el futuro.